# 萊安·阿爾索普
萊安·阿爾索普（英語：Ryan Allsop；1992年6月17日—）是一位英格蘭足球運動員，在場上司職守門員。現效力於英冠球隊侯城。